# Classe Buyan
A classe Buyan, designações russas Projeto 21630 Buyan e Projeto 21631 Buyan-M, é uma classe de corvetas do tipo rio-mar  da Marinha Russa. 
Projetadas pelo Zelenodolsk Design Bureau, as embarcações subsequentes estão sendo construídas como subclasse aprimorada, incorporando maior deslocamento, tecnologia furtiva e o sistema de lançamento vertical 3S14 para mísseis de cruzeiro antinavio Kalibr ou Oniks, melhorando significativamente as capacidades de combate. A variante de exportação é conhecida como Projeto 21632 Tornado.

## História
Em agosto de 2002  como parte do programa de construção naval da Flotilha do Cáspio, foi decidido construir uma classe de navios para armar a flotilha do Cáspio.
O Projeto 21630, é um navio de patrulha costeira de uma nova geração, foi desenvolvido pela empresa (Empresa Unitária do Estado Federal) "Zelenodolsk Design Bureau" sob a liderança do projetista-chefe Ya. E. Kushnir, o apoio científico e técnico para o projeto e construção do navio para a Marinha Russa foi realizado especificamente para que os navios pudessem fazer passagens ao longo de toda a extensão do rio Volga e Mar Cáspio. O primeiro navio, Astrakhan (701), teve seu batimento de quilha no dia 30 de janeiro de 2004 e foi lançado em outubro de 2005 em São Petersburgo no estaleiro OJSC Almaz. Entrou em serviço ativo no dia 1 de setembro de 2006. As embarcações seguintes, foram comissionadas em dezembro de 2011  e dezembro de 2012.

## Projeto
O projeto do navio foi desenvolvido pelo Zelenodolsk Design Bureau (designer-chefe - Ya.E. Kushnir). O apoio científico e técnico para o projeto e construção do navio foi fornecido pela Marinha Russa.
A aparência arquitetônica do navio atende aos requisitos de redução da assinatura do radar (superestruturas planas inclinadas da superestrutura, presença de baluartes, redução significativa de objetos salientes, portas e escotilhas escondidas nos planos da superestrutura e do convés).
O projeto foi baseado em características climáticas e hidrológicas do Mar Cáspio e do rio Volga. Os principais requisitos que foram impostos aos designers foram:
- alta navegabilidade dos navios;
- o pequeno calado permitindo mover-se livremente no cardume;
- longo alcance de cruzeiro;
- a presença de armas poderosas.

As corvetas incorpora no seu design recursos furtivos para reduzir a seção transversal do radar. A arquitetura aberta e flexível dos navios permite modificações de acordo com as necessidades futuras. Os navios apresentam melhores capacidades de observação para navegação em condições de tempestade.

### Variantes[carecede fontes?]
- Projeto 21630 Buyan
- Projeto 21631 Buyan-M – Design atualizado com sistemas modernizados e novas armas
- Projeto 21632 Tornado – Design de exportação
- Projeto 21635 Sarsar – revelado na exposição Army-2022, com um número maior de células VLS e um deslocamento geral maior

## Equipamentos

### Armamentos
O canhão principal instalado no convés de proa é um único canhão A-190 de 100 mm: O canhão naval leve А190 de 100 mm é um canhão automático com torre de cano único. Após o comando do operador, o módulo de controle de fogo coloca automaticamente o sistema de artilharia em posição de espera ou pronto para combate, garantindo a seleção e alimentação de munição, colocação de armas e disparo. Como resultado, o sistema de artilharia tem tempo de resposta mínimo e alta cadência de tiro.
2 x sistemas de armas de curta distância AK-306 de 30 mm: Este sistema pode atingir alvos aéreos em distâncias de até 4.000 m (4.400 jardas) e alvos de superfície em distâncias de até 5.000 m (5.500 jardas). O sistema de controle de TV pode detectar navios do tamanho de MTB a uma distância de 75 km (40 nm) e alvos aéreos do tamanho de caças a 7.000 m (7.600 jardas). Este sistema é totalmente automático e não requer supervisão humana, embora possa ser direcionado a partir de postos de controle óptico em caso de danos ou para disparar contra alvos em terra.

Sistema naval de lançamento múltiplo de foguetes A-215 Grad-M: O sistema lançador múltiplo de foguetes A-215 “Grad-M” de 122 mm foi projetado para destruir mão de obra e equipamentos na costa durante o desembarque no mar. A velocidade e o alcance fornecem apoio de fogo eficaz para o desembarque no mar.

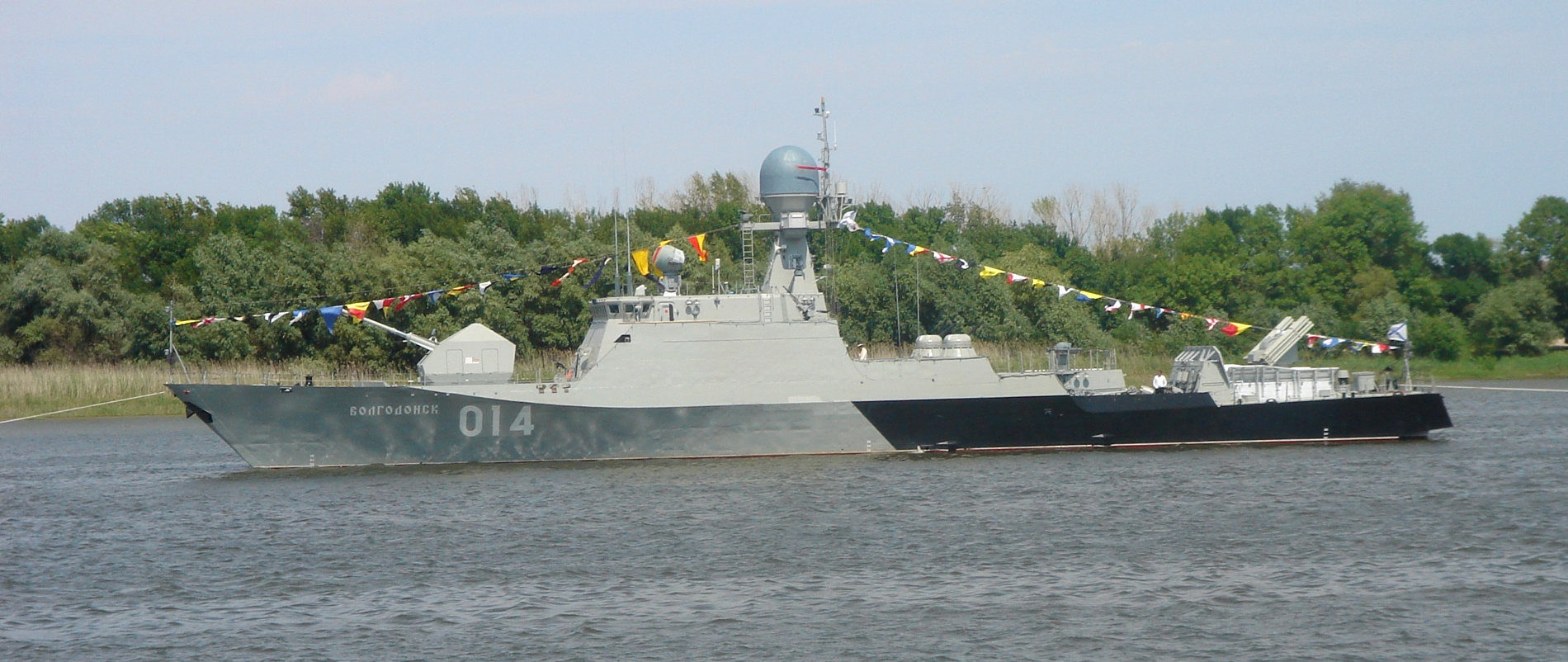
Corveta Volgodonsk no desfile em Astracã, 2012

Lançador de mísseis naval 3M47 Gibka: São sestinados a destruir alvos aéreos voando a até 400 km/h. O GWS deve ser instalado como parte de uma torre 3M-47 Gibka (codificada como Gibka-M5 quando armado com mísseis 9M120-1 e Igla-S ou como Gibka-M6 quando equipado com mísseis 9M120-1).

2 × 1 14,5 mm MTPU-1 Zhalo: São equipadas para combater alvos aquáticos, costeiros e aéreos com blindagem leve.

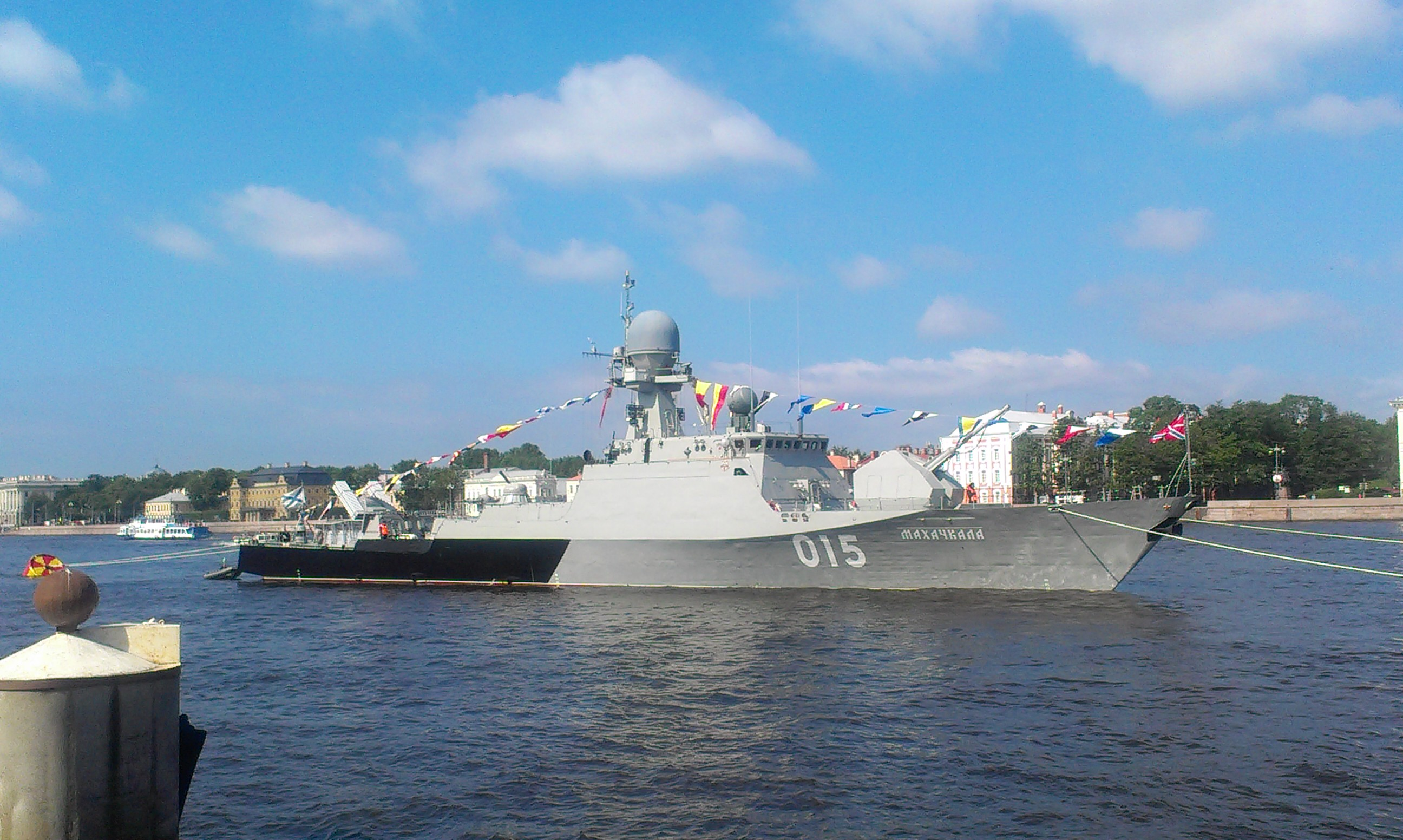
Corveta Makhachkala nas águas do Neva em São Petersburgo

### Radares e contra medidas
Radar de busca aérea / superfície Pozitiv-M: Sistema moderno projetado para pesquisar, detectar e rastrear alvos aéreos e de superfície.
Radar de navegação MR-231: Fornece suporte automático para pelo menos 50 alvos e rastreia alvos de movimento relativo e verdadeiro com mudança no tempo de sua duração.
Sistema de controle de tiros por radar embarcado 5P-10 Laska.
2 x sistemas de lançamento de isca embarcada PK-10: O sistema pode lançar até dez iscas eletrônicas e optrônicas para enganar os mísseis anti-navio que se aproximam.

### Propulsão
2 x motores diesel radiais Zvezda M520 de 56 cilindros: Cada motor oferece uma potência máxima de 3.970 kW a 2.000 rpm.

## Navios
| Nome                | Construtores                     | Identificação       | Batimento de quilha     | Lançado              | Comissionado           | Frota               | Status              |
| Projeto 21630 Buyan | Projeto 21630 Buyan              | Projeto 21630 Buyan | Projeto 21630 Buyan     | Projeto 21630 Buyan  | Projeto 21630 Buyan    | Projeto 21630 Buyan | Projeto 21630 Buyan |
| ------------------- | -------------------------------- | ------------------- | ----------------------- | -------------------- | ---------------------- | ------------------- | ------------------- |
| Astracã             | Estaleiro Almaz, São Petersburgo | 701                 | 30 de janeiro de 2004   | 7 de outubro de 2005 | 1º de setembro de 2006 | Cáspio              | Ativo               |
| Volgodonsk          | Estaleiro Almaz, São Petersburgo | 702                 | 25 de fevereiro de 2005 | 6 de maio de 2011    | 28 de dezembro de 2011 | Cáspio              | Ativo               |
| Mahackala           | Estaleiro Almaz, São Petersburgo | 703                 | 24 de março de 2006     | 27 de abril de 2012  | 4 de dezembro de 2012  | Cáspio              | Ativo               |